# 레이산오리
레이산오리(Anas laysanensis)는 하와이 제도에 서식하는 오리의 일종이다. 화석기록에 따르면 한때 이들은 하와이 제도 널리 서식하였지만, 이제는 외진 섬에서만 서식하고 있다. 이름은 이들이 발견된 레이산 섬의 이름을 따랐다. 원래 레이산오리는 천적이 없었으며, 훗날 서식지에 인간이 정착하면서 쥐, 돼지들이 들어와 많은 수가 죽었다. 날수는 있지만 섬 사이를 이동하기에는 역부족이며, 도입된 지상동물에게는 속수무책으로 당할 수밖에 없다. 현재는 종의 복원계획이 세워져 실시되고 있으며, 2019년까지 심각한 멸종위기종에서 벗어날 것으로 예상된다.